# Tom Six
Tom Six (Alkmaar, Países Bajos; 29 de agosto de 1973) es un director, guionista y productor de cine neerlandés. Es conocido por su película de terror The Human Centipede (2009).

## Biografía
Tom Six nació en Alkmaar, Holanda. Él ha declarado que su amor por el cine comenzó a una edad temprana, cuando iba a empezar a correr con la cámara de su abuelo, registrando el mundo que le rodea. Six fue fuertemente influenciado por una serie de películas de terror durante su crianza, como Saló o los 120 días de Sodoma (1975) y The Brood (1979). Ha declarado que Saló es la película más enfermiza que haya visto jamás. Six siempre lleva un sombrero de vaquero y gafas de sol.

## Filmografía
| Año  | Película                               | Función  | Función   | Función   | Función | Función |
| Año  | Película                               | Director | Guionista | Productor | Actor   |         |
| ---- | -------------------------------------- | -------- | --------- | --------- | ------- | ------- |
| 2004 | Gay in Amsterdam                       | Sí       | Sí        | Sí        | No      |         |
| 2007 | Honeyz                                 | Sí       | Sí        | Sí        | No      |         |
| 2008 | I Love Dries                           | Sí       | Sí        | Sí        | No      |         |
| 2009 | The Human Centipede (First Sequence)   | Sí       | Sí        | Sí        | No      |         |
| 2011 | The Human Centipede 2 (Full Sequence)  | Sí       | Sí        | Sí        | No      |         |
| 2015 | The Human Centipede 3 (Final Sequence) | Sí       | Sí        | Sí        | Sí      |         |
| 2019 | The Onania Club                        | Sí       | Sí        | Sí        | Sí      |         |
| TBA  | Enjoy                                  | Sí       | Sí        |           |         |         |
| TBA  | The Human Caterpillar                  | Sí       | Sí        |           |         |         |

## Premios
- Austin Fantastic Fest, Premio del Jurado 2009
- Screamfest, Trofeo del Festival 2009